# Henri Lebesgue
Henri-Léon Lebesgue, född 28 juni 1875 i Beauvais, Oise, Frankrike, död 26 juli 1941 i Paris, var en fransk matematiker, som var professor vid Collège de France.
Lebesgue var känd för sin integrationsteori, som var en generalisering av 1700-talets integrationsbegrepp - som summerade området mellan en axel och kurvan för en funktion definierad för den axeln, och gav bland annat definitionen till Lebesgueintegralen. Hans teori publicerades ursprungligen 1902 i hans avhandling Intégrale, longueur, aire vid universitetet i Nancy.

## Biografi
Lebesgues far var typsättare och hans mor var skollärare. Föräldrarna samlade hemma ett bibliotek som den unge Henri kunde använda. Hans far dog av tuberkulos när Lebesgue fortfarande var mycket ung och hans mor var tvungen att försörja honom själv. Eftersom han visade stor talang för matematik i grundskolan ordnade en av hans lärare samhällsstöd för att fortsätta sin utbildning vid Collège de Beauvais och sedan vid Lycée Saint-Louis och Lycée Louis-le-Grand i Paris.
År 1894 antogs Lebesgue vid École Normale Supérieure, där han fortsatte att inrikta sig på matematikstudier och tog examen 1897. Efter examen stannade han vid École Normale Supérieure i två år och arbetade i biblioteket, där han blev medveten om den forskning om diskontinuitet som gjordes vid den tiden av René-Louis Baire. Samtidigt började han sina forskarstudier vid Sorbonne, där han lärde sig om Émile Borels arbete med den begynnande måtteorin och Camille Jordans arbete med Jordanmåttet. År 1899 flyttade han till en lärartjänst vid Lycée Central i Nancy, samtidigt som han fortsatte arbetet med sin doktorsexamen. År 1902 disputerade han vid Sorbonne med avhandlingen "Integral, Length, Area".
Lebesgue gifte sig med systern till en av sina studiekamrater, och han och hans fru fick två barn, Suzanne och Jacques.

## Karriär och vetenskapligt arbete
Efter att ha publicerat sin avhandling erbjöds Lebesgue 1902 en tjänst vid universitetet i Rennes och föreläste där fram till 1906, då han flyttade till fakulteten för vetenskap vid universitetet i Poitiers. År 1910 flyttade Lebesgue till Sorbonne som maître de conférences och befordrades 1919 till professor. År 1921 lämnade han Sorbonne för att bli professor i matematik vid Collège de France, där han föreläste och forskade resten av sitt liv. År 1922 invaldes han som ledamot av Académie des Sciences.

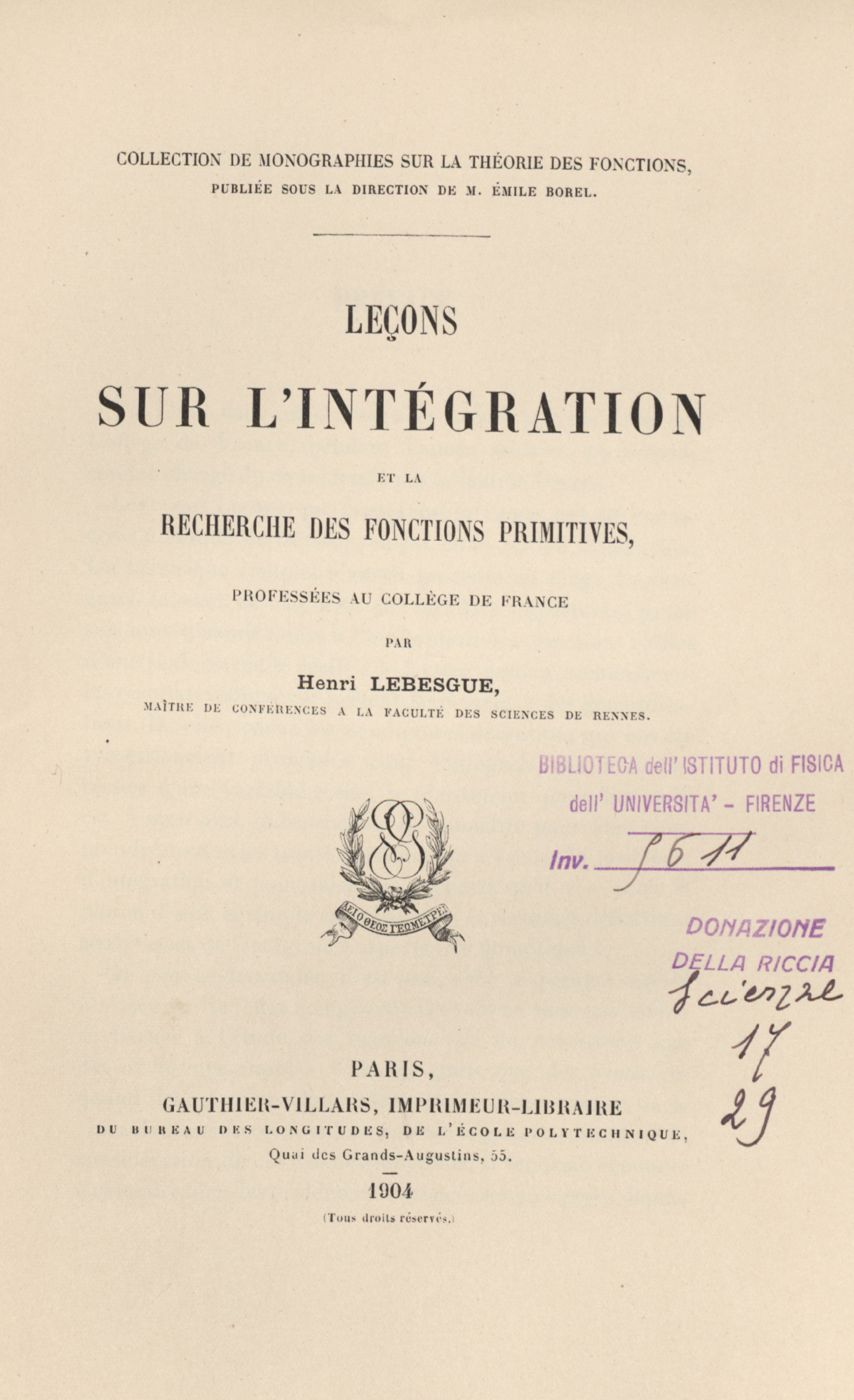
Leçons sur l'integration et la recherche des fonctions primitives, 1904

Lebesgues första artikel publicerades 1898 och hade titeln "Sur l'approximation des fonctions". Den behandlade Weierstrass sats om approximation till kontinuerliga funktioner med polynom. Mellan mars 1899 och april 1901 publicerade Lebesgue sex artiklar i Comptes Rendus. Den första av dessa, som inte var relaterad till hans utveckling av Lebesgueintegration, behandlade utvidgningen av Baires teorem till funktioner av två variabler. De följande fem handlade om ytor som är tillämpliga på ett plan, området för skevpolygoner, ytintegraler av minsta yta med en given bindning, och den sista artikeln gav definitionen av Lebesgueintegration för någon funktion f (x). Lebesgues stora avhandling, Intégrale, longueur, aire, med den fullständiga redogörelsen för detta arbete, publicerades 1902 i Annali di Matematica. Det första kapitlet utvecklar måtteorin (se Borelmåttet). I det andra kapitlet definierar han integralen både geometriskt och analytiskt. Nästa kapitel utökar Comptes Rendus anteckningar som handlar om längd, yta och tillämpliga ytor. Det sista kapitlet handlar främst om Plateaus problem. Denna avhandling anses vara en av de finaste som någonsin skrivits av en matematiker.
Under sin karriär gjorde Lebesgue också insatser i områdena komplex analys och topologi. Han hade också en oenighet med Émile Borel om vems integral som var mer generell. Dessa mindre föraningar bleknar dock i jämförelse med hans bidrag till reell analys, där hans bidrag hade en betydelsefull inverkan på områdets utformning idag och hans metoder har blivit en väsentlig del av modern analys. Dessa har viktiga praktiska konsekvenser för grundläggande fysik som Lebesgue skulle ha varit helt omedveten om. 

## Utmärkelser och hedersbetygelser
- Cours Peccot,  1904
- Ponceletpriset,  1914
- Saintourpriset,  1917
- Petit d'Ormoy, Carrière, Thébault-priset,  1919
- Officer av Hederslegionen,  1932[8]
- Utländsk ledamot av Royal Society,  3 maj 1934[9]

[Redigera Wikidata]